# Žumberk (Žár)
Žumberk (německy Sonnberg) je vesnice, část obce Žár v okrese České Budějovice v Jihočeském kraji. V roce 2011 zde trvale žilo 32 obyvatel. Dominantou vesnice je zachovaná tvrz s opevněním, která je přístupná veřejnosti.
Žumberk leží v katastrálním území Žumberk u Nových Hradů o rozloze 4,08 km².

## Historie
První písemná zmínka o vesnici pochází z roku 1279, kdy se vsi říkalo Sonnberg. Nejstarší dochovanou stavbou je fara ze 14. století. Největší slávy dosáhlo žumberské panství v druhé polovině 16. století za rytíře Jindřicha Pouzara, který nechal místní tvrz přestavět v renesančním slohu. V 17. století byly vybudovány hradby, z nichž se dodnes zachovalo 5 bašt. Dnes je zde muzeum.
V roce 2011 zde byl založen minipivovar Žumberk.

## Obyvatelstvo
| Rok            | 1869 | 1880 | 1890 | 1900 | 1910 | 1921 | 1930 | 1950 | 1961 | 1970 | 1980 | 1991 | 2001 | 2011 | 2021 |
| -------------- | ---- | ---- | ---- | ---- | ---- | ---- | ---- | ---- | ---- | ---- | ---- | ---- | ---- | ---- | ---- |
| Počet obyvatel | 327  | 346  | 349  | 358  | 343  | 303  | 293  | 118  | 157  | 82   | 45   | 28   | 24   | 32   | 51   |
| Počet domů     | 61   | 53   | 54   | 56   | 56   | 56   | 68   | 40   | 40   | 21   | 13   | 12   | 30   | 34   | 33   |

## Obecní správa
Při sčítání lidu v letech 1850–1960 Žumberk byl samostatnou obcí, se kterým patřil nejprve do okresu Kaplice, ale v roce 1950 v okrese Trhové Sviny a od roku 1960 v okrese České Budějovice. Od 12. června 1960 do 30. června 1985 byl částí obce Žár v okrese České Budějovice. Od 1. července 1985 do 23. listopadu 1990 byl částí města Nové Hrady v okrese České Budějovice. Od 24. listopadu 1990 je opět částí obce Žár v okrese České Budějovice. V letech 1869–1960 k obci patřil Božejov.

## Pamětihodnosti
V Žumberku se nachází tyto kulturní památky:
- tvrz Žumberk[8]
- kostel Umučení svatého Jana Křtitele[9]
- fara čp. 1[10]
- hřbitov[11]
- boží muka na návsi[12]
- boží muka[13]
- boží muka na rozcestí k Chudějovu[14]

## Galerie

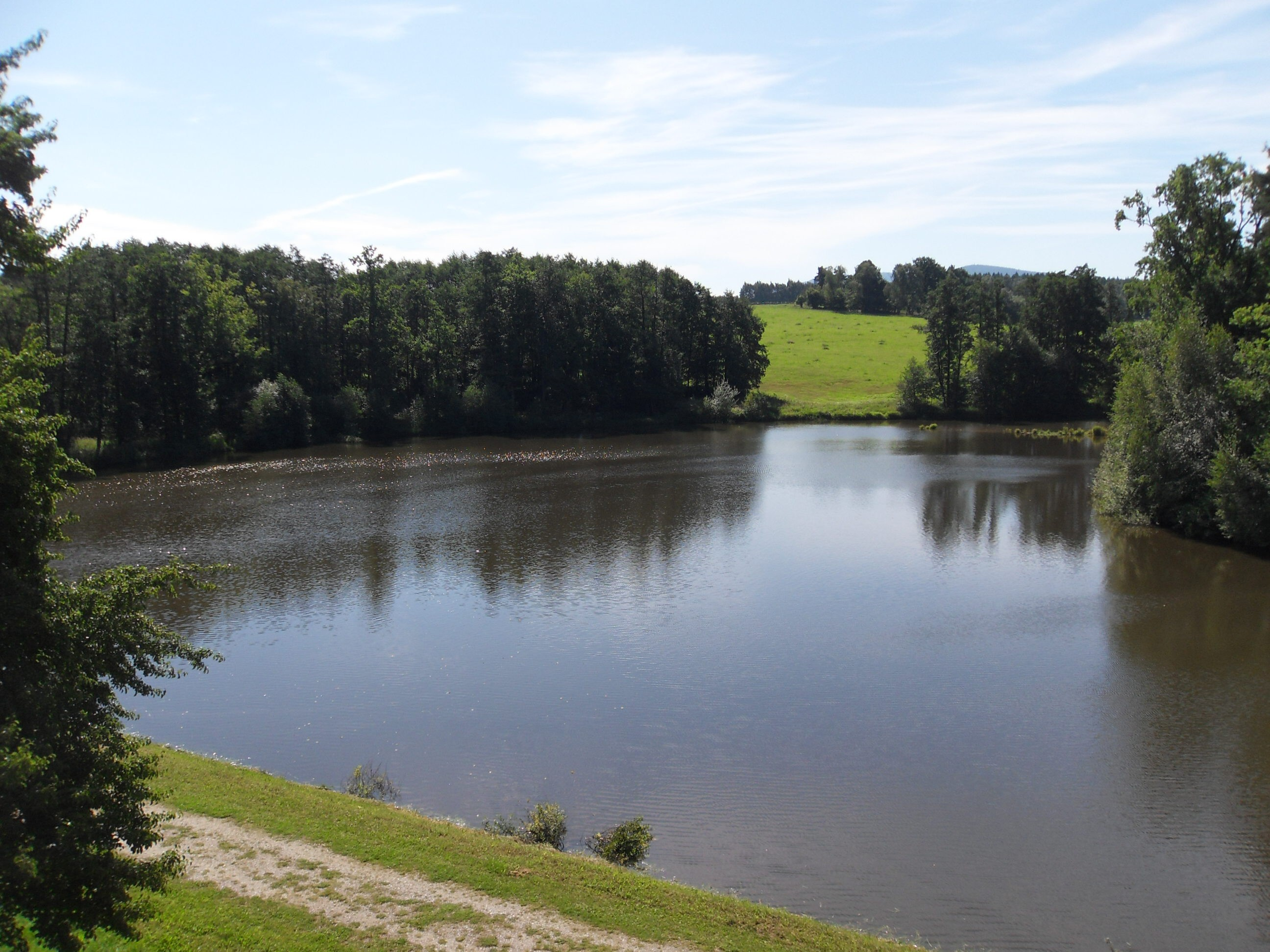
Nádrž pod tvrí
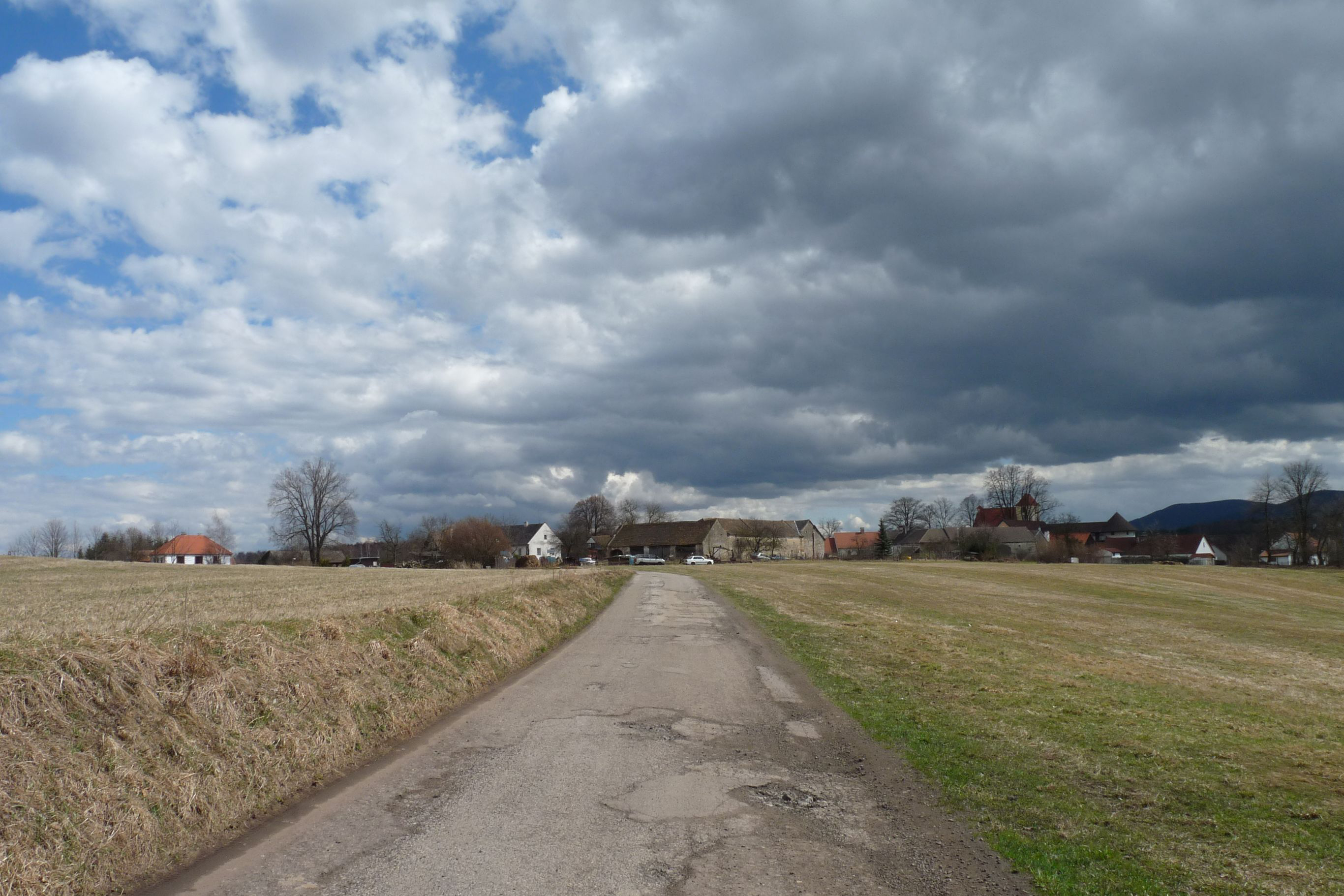
Žumberk od severozápadu
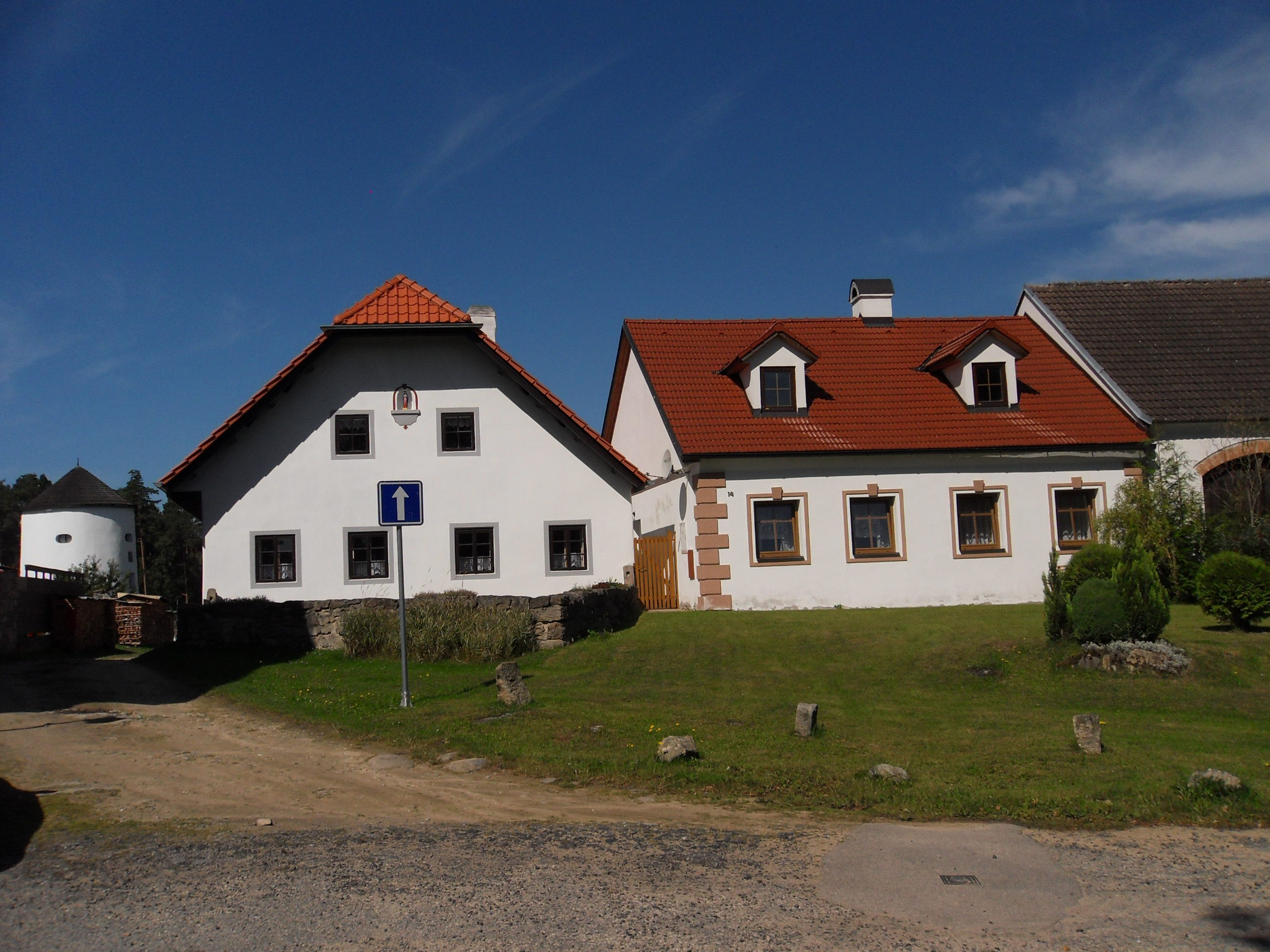
Stavení č.p.11
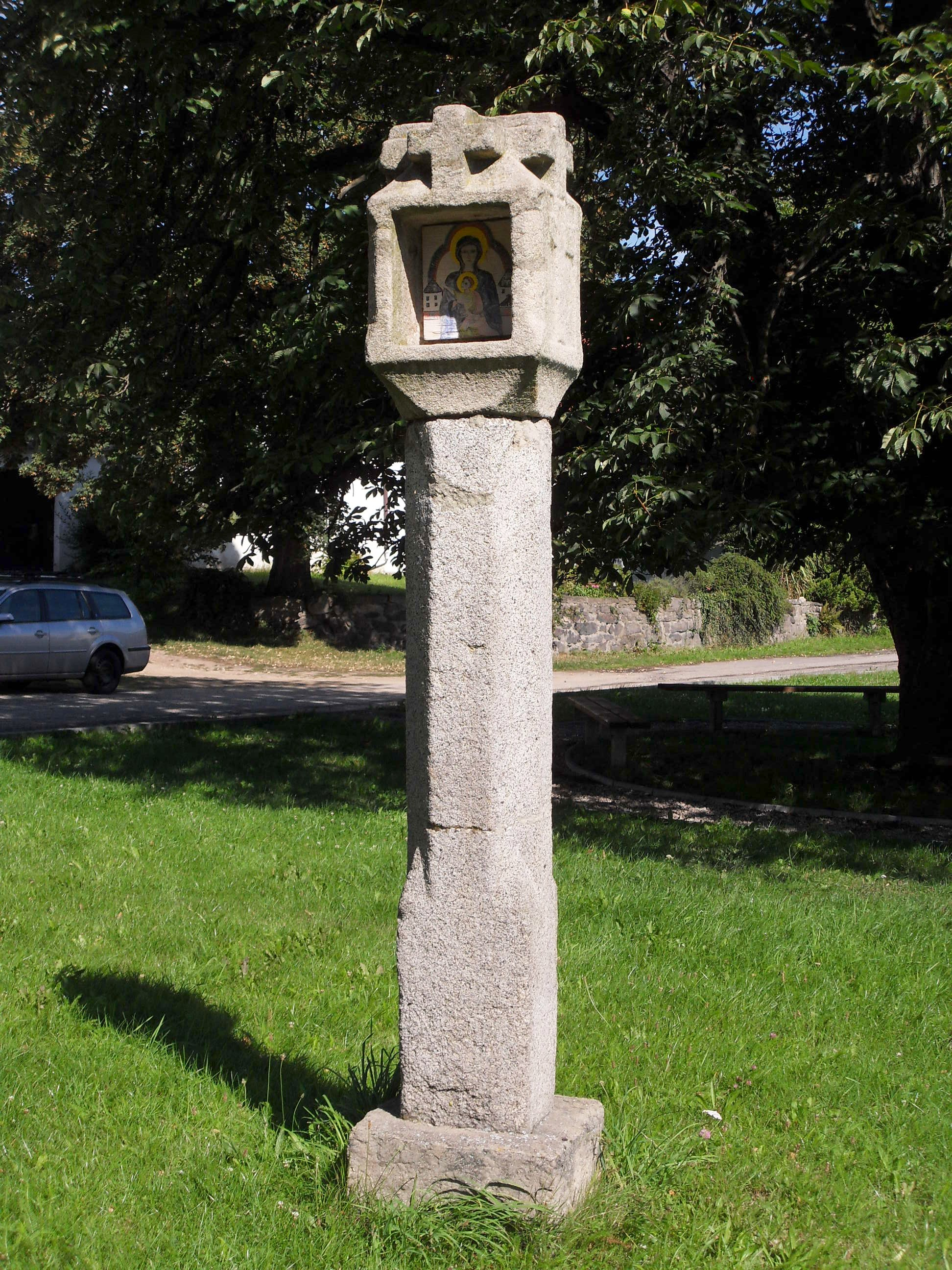
Boží muka
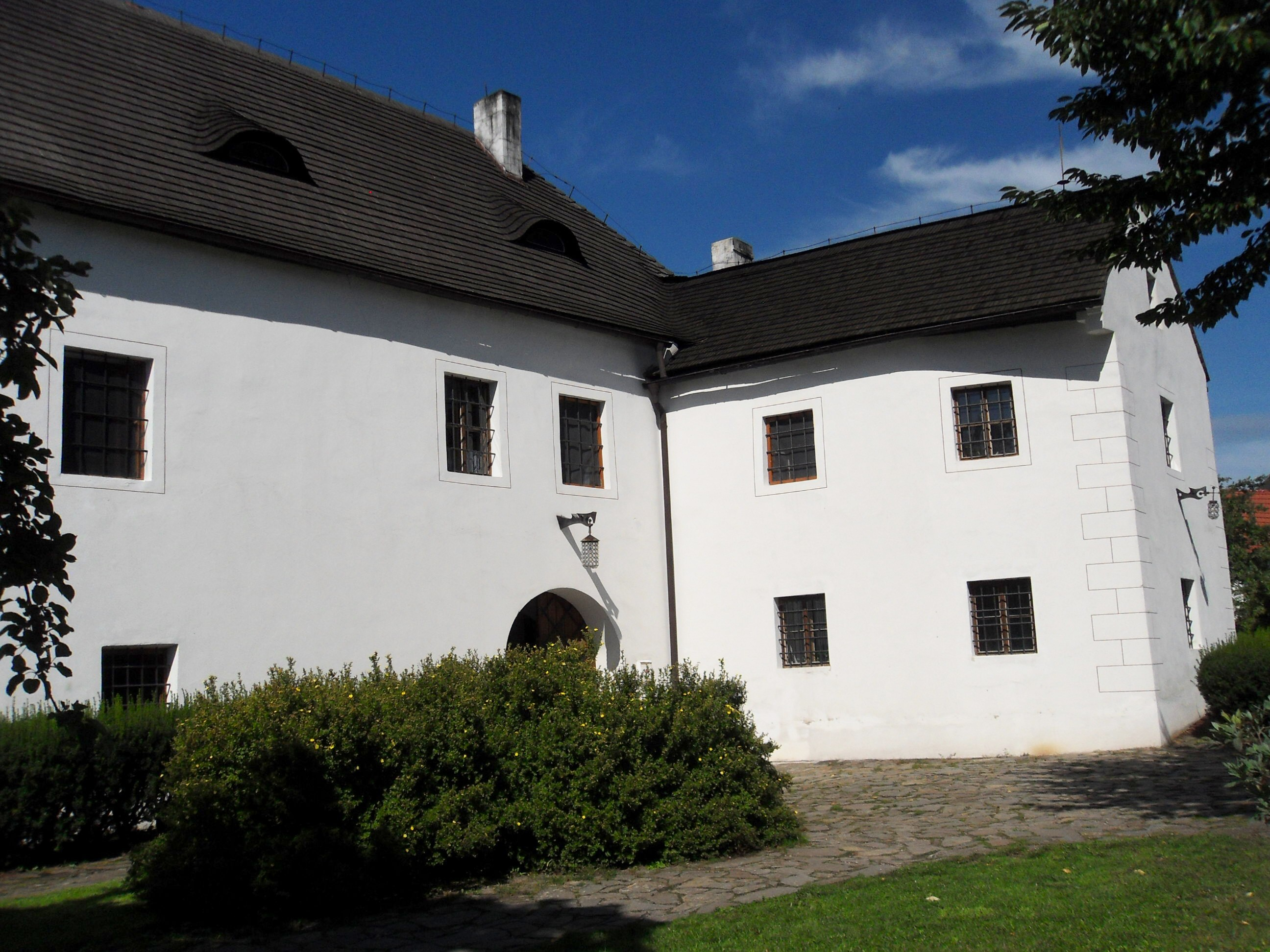
Tvrz
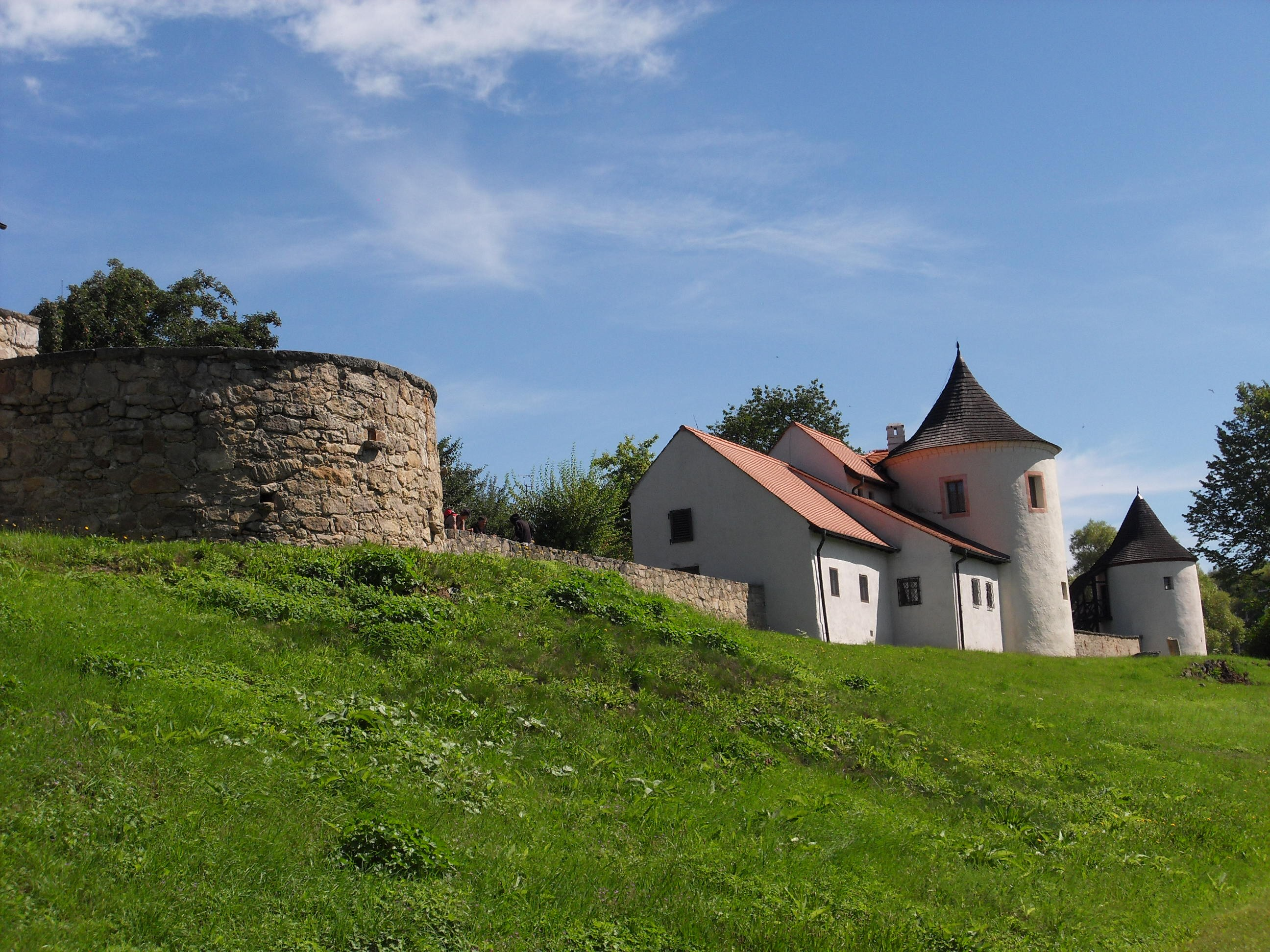
Bašty tvrze
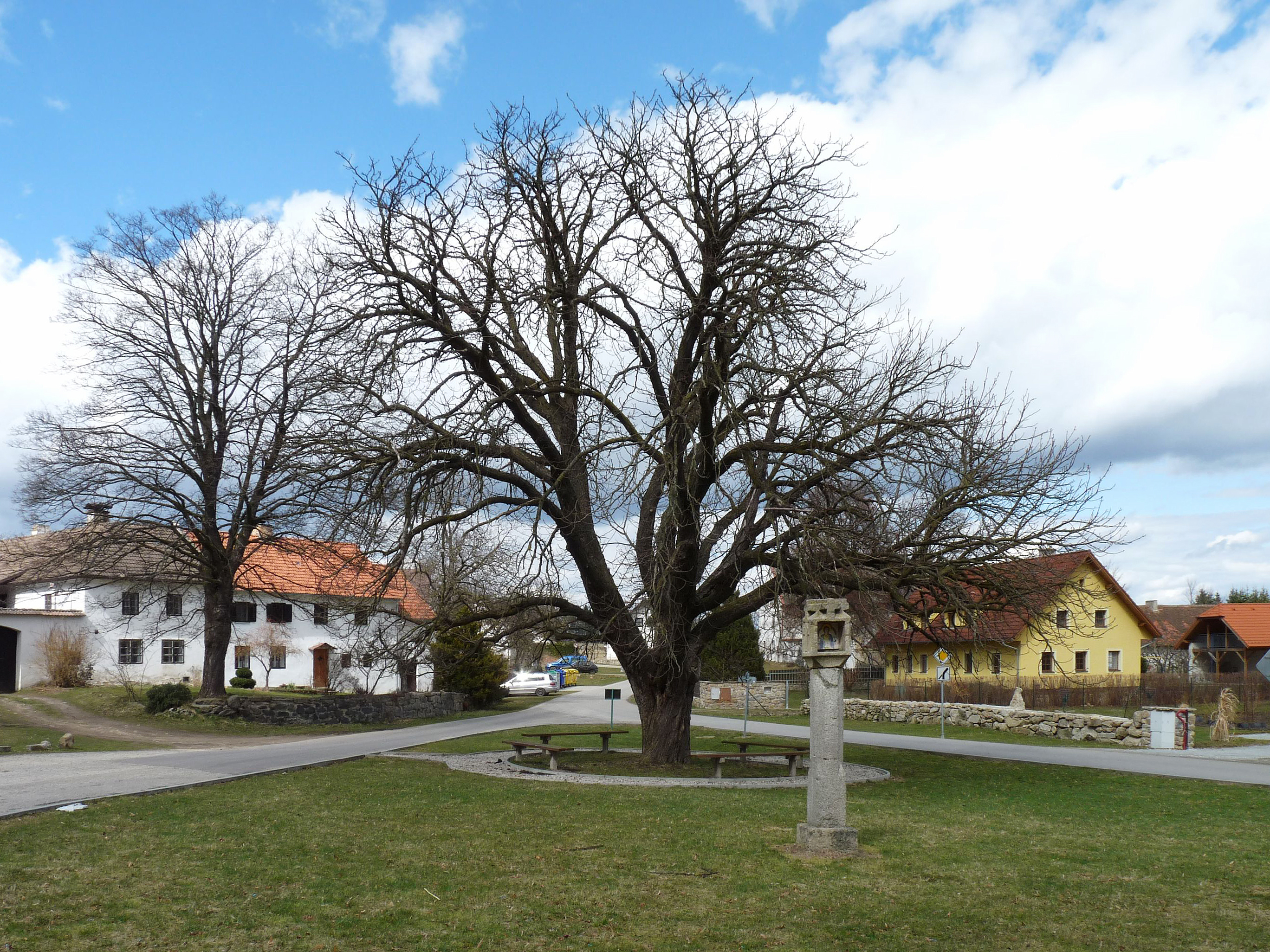
Náves
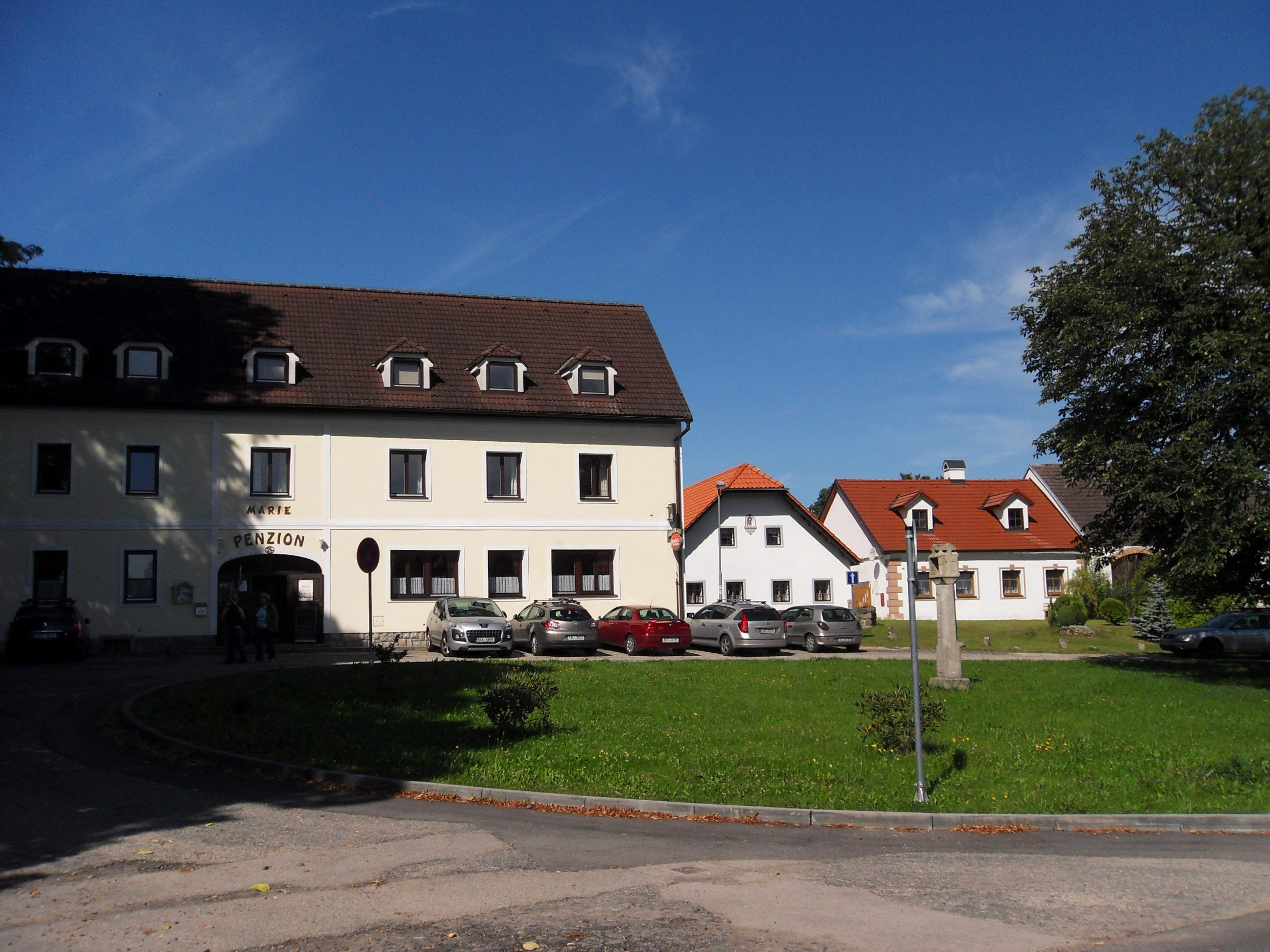
Penzion na návsi